# Área metropolitana de Binghamton
El Área Metropolitana de Binghamton y oficialmente como Área Estadística Metropolitana de Binghamton, NY MSA tal como lo define la Oficina de Administración y Presupuesto, es un Área Estadística Metropolitana centrada en la ciudad de Binghamton en el estado estadounidense de Nueva York. El área metropolitana tenía una población en el Censo de 2010 de 251.725 habitantes, convirtiéndola en la 182.º área metropolitana más poblada de los Estados Unidos. El área metropolitana de Binghamton comprende dos condados y la ciudad más poblada es Binghamton.

## Composición del área metropolitana

### Condados
- Condado de Broome
- Condado de Tioga

### Ciudades
- Binghamton (Principal ciudad)

### Pueblos
| - Barker - Barton - Berkshire - Binghamton - Dickinson - Candor - Chenango - Colesville - Conklin - Fenton - Kirkwood - Lisle - Maine | - Nanticoke - Newark Valley - Nichols - Owego - Richford - Sanford - Spencer - Tioga - Triangle - Union - Vestal - Windsor |

### Villas
- Candor
- Deposit (parcial)
- Endicott
- Johnson City
- Lisle
- Newark Valley
- Nichols
- Owego
- Port Dickinson
- Spencer
- Waverly
- Whitney Point
- Windsor

### Lugares designados por el censo
- Apalachin
- Endwell

### Áreas no incorporadas
- Hillcrest
- Chenango Forks
- Killawog
- Nineveh